# زونیا ژانین
زونیا ژانین (آلمانی: Sonja Jeannine؛ زادهٔ ۹ مه ۱۹۵۶) بازیگر تئاتر و سینما اهل اتریش است.

از فیلم‌ها یا مجموعه‌های تلویزیونی که وی در آن‌ها نقش داشته است، می‌توان به باکره کوچک، دخترخوانده، مانایا و کُنتس از خنده مُرد اشاره نمود.